# Marshall megye (Kansas)
Marshall megye az Amerikai Egyesült Államokban, azon belül Kansas államban található. Megyeszékhelye és legnagyobb városa Marysville. Lakosainak száma 10 038 fő (2020. április 1.). Marshall megye Gage, Pottawatomie, Pawnee, Nemaha, Riley és Washington megyékkel határos.

## Népesség
A megye népességének változása:
| Lakosok száma | 10 104 | 10 007 | 10 053 | 10 002 | 9936 | 10 038 |
|               | 2010   | 2011   | 2012   | 2013   | 2015 | 2020   |